# Kacper Piorun
Kacper Piorun (Łowicz, 24 november 1991) is een Poolse schaker. Sinds september 2012 is hij een grootmeester (GM). Tevens is hij sinds 2011 grootmeester in het oplossen van schaakproblemen. Vijf keer won hij het wereldkampioenschap oplossen van schaakproblemen. Twee keer was hij nationaal schaakkampioen van Polen. 

## Schaakcarrière

### Individuele resultaten
In 2007 won Piorun het in Łeba gehouden kampioenschap van Polen voor spelers tot 16 jaar. In 2009 werd hij derde op het wereldkampioenschap schaken voor jeugd in de categorie tot 18 jaar.
In 2010 won hij het Rubinstein Memorial in Polanica-Zdrój. In 2013 won hij het Pools kampioenschap blitzschaak, dat werd gehouden in Bydgoszcz. In 2015 werd Piorun ongedeeld eerste op het 17e Open toernooi van Sants, Hostafrancs & La Bordeta in Barcelona en op het 19e Open internationale schaakkampioenschap van Beieren, in Bad Wiessee.
In juli 2016 was zijn Elo-rating 2685, en stond hij op plaats 52 op de wereldranglijst. 
In 2017 werd hij in Warschau voor de eerste keer nationaal schaakkampioen van Polen. Piorun behaalde 6 pt. uit 9, evenals Jacek Tomczak, maar Piorun had een betere tiebreak-score. In juli 2020 werd Piorun opnieuw landskampioen. In de finale van het met 16 deelnemers volgens het knock-out systeem gespeelde toernooi won hij van Daniel Sadzikowski.
Hij werd in 2019 gedeeld 3e-11e op het Europees kampioenschap schaken, samen met David Anton Guijarro, Ferenc Berkes, Niclas Huschenbeth, Sergej Movsesian, Liviu-Dieter Nisipeanu, Grigoriy Oparin, Maxim Rodshtein en Eltaj Safarli.

### Resultaten in schaakteams
Piorun nam in 2008 met het Poolse team deel aan het door Polen gewonnen EK landenteams voor spelers tot 18 jaar, waarbij hij een individuele gouden medaille ontving voor zijn resultaat 6.5 pt. uit 7 aan het derde bord. Ook in 2009 nam hij deel aan dit toernooi (+2 =4 −1), nu werd het Poolse team tweede. Hij nam in 2013 deel aan het EK landenteams in Warschau, waarbij hij voor het tweede Poolse team speelde aan het vierde bord. Ook nam hij diverse keren met succes deel aan Poolse teamkampioenschappen.
Tijdens de in 2018 in Batoemi gehouden 43e Schaakolympiade, versloeg hij de nummer 13 van de wereld, Hikaru Nakamura, en eindigde met het Poolse team op de vierde plaats in de einduitslag. Bij de in 2022 gehouden 44e Schaakolympiade speelde hij aan het derde bord van het Poolse team; het team eindigde op de negende plaats.

### Oplossen van schaakproblemen
Piorun is een uitmuntend oplosser van schaakproblemen. In 2011 won hij het individuele wereldkampioenschap oplossen van schaakproblemen, dat werd gehouden in Jesi en verkreeg daardoor de titel grootmeester oplossen van schaakproblemen. Piorun won dit individuele WK ook in 2014 in Bern, in 2015 in Ostróda en in 2016 in Belgrado.
Met het Poolse team won hij het WK oplossen van schaakproblemen voor landenteams in Jesi in 2011, in Kobe in 2012, in Batoemi in 2013, in Bern in 2014, in Ostróda in 2015, in Belgrado in 2016 en in Dresden in 2017.

## Schaakverenigingen

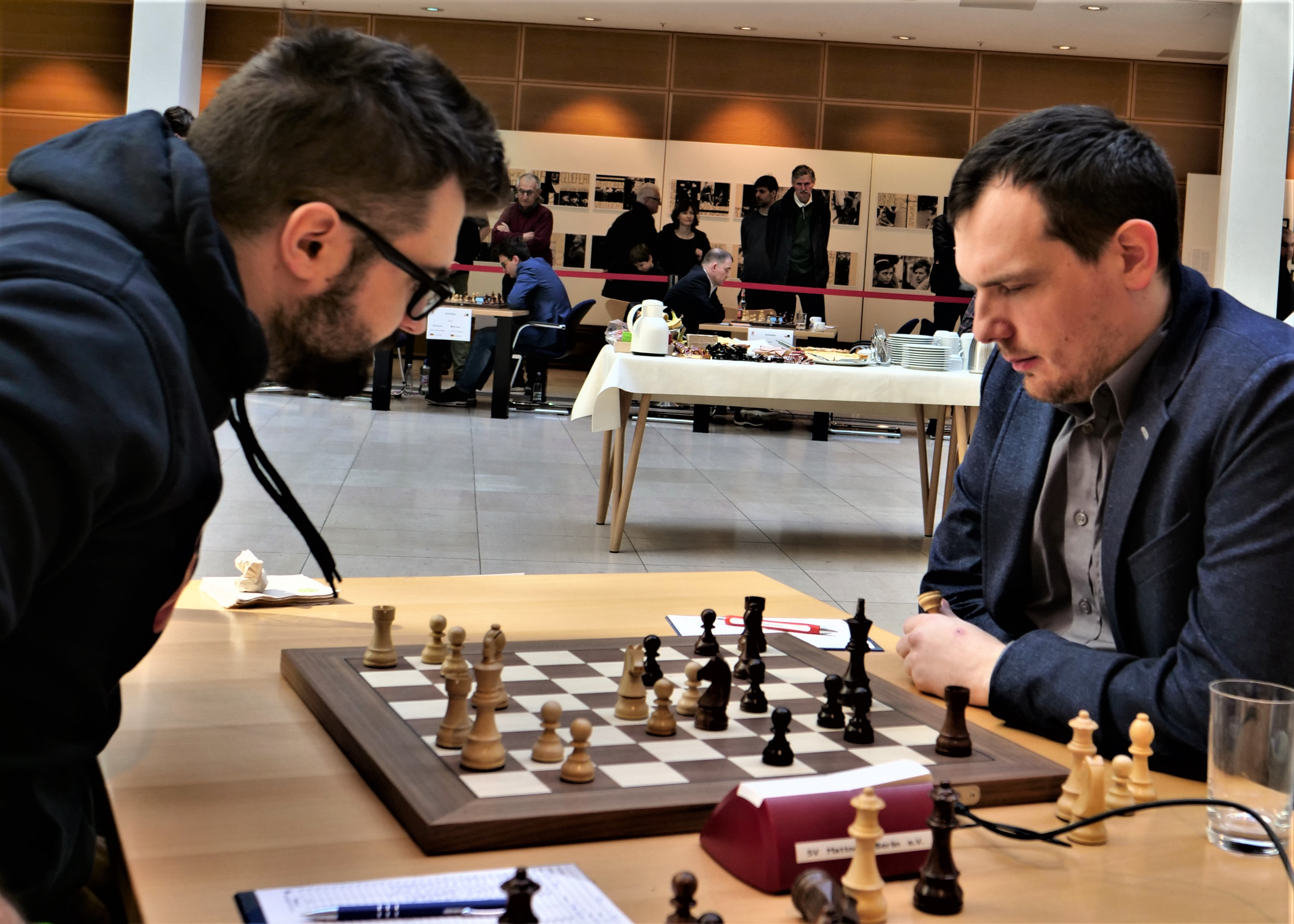
Denis Kadrić en Kacper Piorun op 2 april 2023 in het Willy Brandt-huis in Berlijn

In de Poolse bondscompetitie speelt Piorun sinds 2010 voor het team van KSz STILON Gorzów Wielkopolski, in de Tsjechische competitie speelt hij sinds 2014 voor TJ Ancora Tatran Litovel, in de Slowaakse competitie speelt hij sinds 2018 voor het team van TJ Inbest Dunajov, waarmee hij in 2019 kampioen werd. In de Duitse bondscompetitie speelde hij van 2012 tot 2014 voor SV Griesheim, sinds 2014 speelt hij voor Schachfreunde Berlin. In de Spaanse bondscompetitie speelde Piorun in 2016 voor Equigoma Casa Social Catolica, in de Franse Top 12 speelt hij sinds 2017 voor Tremblay-en-France.

## Externe koppelingen
- (en)   Informatie over schaakpartijen van Kacper Piorun op ChessGames.com
- (en)   Informatie over schaakpartijen van Kacper Piorun op 365chess.com
- (en)  FIDE-ratinggegevens voor Kacper Piorun